# ソウォン/願い
『ソウォン/願い』（ソウォン/ねがい、原題：소원）は、2013年公開の韓国映画。2008年に起きた幼女暴行事件（ナヨン事件）を元に描かれた映画。残忍極まりない暴行によって心身ともに傷を負った少女とその家族の苦悩と、そこからの再生、復活を描いた作品。第34回青龍映画賞では最優秀作品賞をはじめ3冠に輝いた。

## ストーリー
ある雨の日、8才の少女ソウォン（イ・レ）は通学途中に酒に酔った男に暴行を受ける。残忍極まりない暴行によってソウォンは心身ともに生涯癒えることのない傷を負い、その惨状を目の当たりにした父（ソル・ギョング）と母（オム・ジウォン）も深い傷を負う。深い絶望に陥った一家だったが、暴行被害者団体やソウォンの同級生らの支えにより徐々に再生への道を歩み出す。

## キャスト
- ドンフン：ソル・ギョング
- ミヒ：オム・ジウォン
- ソウォン：イ・レ
- 心理療法士：キム・ヘスク
- ヨンソクの父：キム・サンホ
- ヨンソクの母：ラ・ミラン
- ヨンソク：キム・ドヨプ
- イ巡査：ヤン・ジンソン
- 東部警察署班長：クォン・テウォン
- 国選弁護士：チョ・ムニ
- 検事：カン・シンチョル

## 受賞
- 第34回青龍映画賞：最優秀作品賞
- 第34回青龍映画賞：助演女優賞（ラ・ミラン）
- 第34回青龍映画賞：脚本賞（ジョ・ジュンフン、キム・ジヘ）
- 第50回百想芸術大賞：最優秀演技賞（ソル・ギョング）
- 第50回百想芸術大賞：脚本賞（ジョ・ジュンフン、キム・ジヘ）
- 第33回韓国映画評論家協会賞：主演女優賞（オム・ジウォン）
- 第4回北京国際映画祭：助演女優賞（イ・レ）